# Municipio de Liberty (condado de Hancock, Iowa)
El municipio de Liberty (en inglés: Liberty Township) es un municipio ubicado en el condado de Hancock en el estado estadounidense de Iowa. En el año 2010 tenía una población de 214 habitantes y una densidad poblacional de 2,28 personas por km².

## Geografía
El municipio de Liberty se encuentra ubicado en las coordenadas 43°2′32″N 93°40′20″O / 43.04222, -93.67222. Según la Oficina del Censo de los Estados Unidos, el municipio tiene una superficie total de 93.68 km², de la cual 93,55 km² corresponden a tierra firme y (0,14 %) 0,13 km² es agua.

## Demografía
Según el censo de 2010, había 214 personas residiendo en el municipio de Liberty. La densidad de población era de 2,28 hab./km². De los 214 habitantes, el municipio de Liberty estaba compuesto por el 100 % blancos. Del total de la población el 0,93 % eran hispanos o latinos de cualquier raza.